# Ломеллини, Джакомо
Джакомо Ломеллини (итал. Giacomo Lomellini; Генуя, 1570 — Генуя, 1652) — дож Генуэзской республики.

## Биография
Сын Николо Ломеллини и Баттины Ломеллини (из другой ветви семьи), родился в Генуе около 1570 года. Джакомо, как и другие молодые люди его социального статуса, уделял равное внимание образованию и военной карьере.
С достижением 25-летнего возраста он смог получить свою первую государственную должность: в 1596 году он был отправлен в Савону в качестве комиссара крепости Приамар. В феврале 1599 года он был среди чиновников, которые сопровождали королеву Маргариту, жену Филиппа III Испанского, во время её визита в Геную. В том же году он был переведен в Ривьера-ди-Леванте, где был назначен членом синдикатория, правительственного органа, созданного для проверки и контроля деятельности местных властей.
Между 1604 и 1613 годами Джакомо снова работал генуэзских магистратах: магистрате чрезвычайных ситуаций, магистрате Корсики (1608) и магистрате иностранной валюты. В 1618 году он вновь был назначен комиссаром крепости Приамар. В 1621 году он был избран в Сенат Республики. Как сенатор он занимал высшие должности в республиканском Синдикатории и руководил магистратом здравоохранения, а затем продолжил свою работу в магистратах налогов, иностранной валюты и финансов.

### Правление
Его избрание дожем произошло в драматичное для Генуи время. С марта 1625 года обозначились первые признаки враждебности со стороны герцогства Савойского, при поддержке Франции, которые за несколько месяцев привели к настоящей войне. Мандат действовавшего дожа Федерико Де Франки истекал 25 июня того же года, и Большой совет Республики, посчитав опасным перевыборы дожа в условиях войны, решил прекратить полномочия де Франки на 9 дней раньше и немедленно избрать нового дожа на следующие 2 года. 16 июня дож подав в отставку, и на срочном заседании Совета 206 человек из 712 высказались в пользу Ломеллини (его главный конкурент Джованни Андреа Паллавичини набрал 153 голоса).
Мандат Ломеллини по понятным причинам был полностью посвящён обороне Генуи и Лигурии от савойцев. В дополнение к защите границ, дожу пришлось столкнуться с многочисленными внутренними смутами на территории республики, которые он жестко пресекал. Так, пользуясь войной с савойцами, в Савоне и Гави подняли голову сторонники самоуправления, эти события стали известны как «заговор де Марини».
После нескольких поражений в первых боях испанско-лигурийским войскам удалось изменить ситуацию в свою пользу. В октябре 1625 года для поднятия боевого духа, в самый критический и трудный этап для республики, прошла торжественная церемония коронации дожа. Дож был объявлен «спасителем Отечества», что позволило на время достичь общественного единения.
В условиях продолжения боевых действий с герцогством Савойским дож Ломеллини смог реализовать проект усиления обороны столицы: началось строительство массивных стен от холма Сан-Бениньо до устья реки Бизаньо («Новой стены»). 7 декабря 1626 года дож заложил первый камень в фундамент стены и в последующие годы собирал многочисленные пожертвования от частных лиц, корпораций и цехов, к которым были добавлены новые налоги, специально предназначенные для поддержки расходов на строительство стены. Собранная сумма, примерно 2,100,000 фунтов, не смогла полностью покрыть расходы, но стала основой для начала работ.

### Последние годы
По истечении срока полномочий 25 июня 1627 года Джакомо с января 1628 до 1630 года возглавлял магистрат войны и был одним из главных действующих лиц, которые раскрыли в марте так называемый «заговор Вакеро» — попытку заговорщиков, в том числе Джулио Чезаре Вакеро и Джованни Антонио Ансальди, свергнуть правительство в пользу герцога Савойского. Затем Ломеллини был назначен комиссаром работа по строительству городских стен, которые фактически начались только в 1630 году.
В 1634 году Ломеллини возглавил магистрат Корсики, а в 1644 году — возглавил комиссию инквизиции в процессе над участниками заговора Вакеро. В 1645 году и до своей смерти он участвовал в составлении проекта перестройки Палаццо Дукале. Он умер в Генуе 1 апреля 1652 года и был похоронен в базилике Сантиссима-Аннунциата-дель-Васто.

### Личная жизнь
Был женат четырежды: на Виоланте Пинелли (родила ему детей: Николо, Баттину, Джанфранческо и Джованну), Барбаре Спинола (родила ему Викторию и Агостино), Магдалине Грилло (родила ему дочь Терезу) и Пеллегре Спинола.

### Память
Фигура Джакомо Ломеллини упоминается в хрониках среди богатейших (четвёртое место среди генуэзских патрициев, согласно подушевой переписи 1637 года, с капиталом в 2,144,444 лир) и самых авторитетных генуэзцев. Почти наверняка генуэзская победа над войсками герцога Савойского подпитывала его популярность и уважение к нему со стороны как знати, так и народа.
Он был убежденным сторонником экономической независимости Генуи от Испании и увеличения расходов на оборону страны.
Испанская корона помогала генуэзцам в войне 1625 года, но уже в 1626 году вступила в союз с герцогом Савойским против Франции, а банкротство Филиппа IV в 1627 году серьезно ударило по его генуэзским кредиторам (среди них был и Ломеллини).